# Genghis Khan (1998)
Genghis Khan é um filme de drama chinês de 1998 dirigido por Sai Fu e Mai Lisi.
Foi selecionado como representante da China à edição do Oscar 1999, organizada pela Academia de Artes e Ciências Cinematográficas.

## Elenco
- Ai Liya
- Tumen